# Рамешки (Нерехтський район)
Рамешки (рос. Рамешки) — присілок в Нерехтському районі Костромської області Російської Федерації.
Населення становить 5 осіб. Входить до складу муніципального утворення Воскресенське сільське поселення.

## Історія
У 1936—1944 роках населений пункт належав до Ярославської області. Від 1944 року належить до Костромської області.
Від 2007 року входить до складу муніципального утворення Воскресенське сільське поселення.

## Населення
| 2008 | 2010 | 2014 |
| ---- | ---- | ---- |
| 0    | ↗8   | ↘5   |

## Персоналії
- Пуговкін Михайло Іванович (1923—2008) — радянський та російський актор театру і кіно.